# Буслаев, Александр Николаевич (артист цирка)

Могила Буслаева на Северном кладбище Ростова-на-Дону.

Александр Николаевич Буслаев (1894—1976) — советский цирковой артист, мотогонщик, дрессировщик львов, Народный артист РСФСР (1963).

## Биография
Александр Буслаев родился 29 марта (11 апреля) 1894 года в Миргороде.
С 1918 по 1920 участвовал в Гражданской войне.
В цирк пришёл в конце 1920-х годов из мотоспорта.
В 1931 году создал совместно с Ириной Бугримовой механический аттракцион «Полёт на санях из-под купола цирка» (номер демонстрировался до 1937 г.).
В 1940 году подготовил номер «Круг смелости» в котором участвовал лев, сидящий на багажнике мотоцикла.
Член КПСС с 1943 года.
В 1958 году, совместно с женой Т. Н. Бутенко-Буслаевой выпустил номер «Львы на лошадях».
Работал в цирке до 1963 года.
С 1963 года жил в Ростов-на-Дону, похоронен на Северном Кладбище.
Александр Буслаев награждён 3 орденами, а также медалями.
Автор книги Записки укротителя львов, М., 1965.

## Семья
- 1-я жена — дрессировщица Ирина Бугримова
- 2-я жена — Тамара Николаевна Бутенко (01.05.1922 - 12.11.2008)[источник не указан 1062 дня].
  - дочь — Оксана Александровна Бутенко-Буслаева (род. 1953). Проживает в г. Ростов-на-Дону

## Признание и награды
- Орден Трудового Красного Знамени (9 октября 1958)[4]
- Орден «Знак Почёта» (19 ноября 1939)[5]
- Орден Красной Звезды
- Заслуженный артист РСФСР (21 ноября 1942)
- Народный артист РСФСР (26 февраля 1963)